# Jonathan Wild

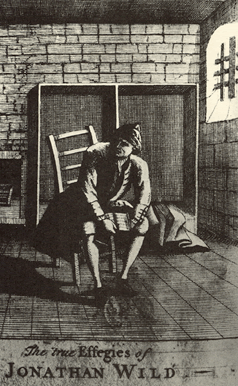
Jonathan Wild in de cel in Newgate Prison in Londen.

Jonathan Wild (Wolverhampton, gedoopt 6 mei 1683 - Londen, 24 mei 1725) is een van de bekendste 18e-eeuwse criminelen van Groot-Brittannië, deels vanwege zijn daden, maar ook omdat hij als inspiratie diende voor talloze romans, toneelstukken en politieke satire. Wild leefde jarenlang een dubbelleven dat hem in staat stelde een publieke rol te vervullen als een van de meest vooraanstaande thief-takers van Londen, terwijl hij tegelijkertijd leiding gaf aan een bende dieven. Na zijn executie aan de galg werd hij een symbool voor corruptie en hypocrisie.